# 올림픽 도핑
올림픽 도핑(Doping at the Olympic Games)은 올림픽에 참가하는 선수들이 금지된 경기력 향상 물질 및 방법을 사용하는 것을 의미한다. 근대 올림픽의 역사 전반에 걸쳐 도핑은 공정한 경기, 선수 건강, 스포츠의 무결성에 대한 우려를 불러일으키며 지속적이고 논란이 많은 문제였다. 경쟁 우위를 추구하는 과정에서 선수들은 단백동화 스테로이드, 각성제, 적혈구형성인자(EPO)와 같은 다양한 금지 물질뿐만 아니라 혈액 도핑과 같은 방법도 사용했다. 도핑 방지 노력은 도핑 방지 기구의 설립, 정교한 검사 방법 개발, 엄격한 처벌 시행을 통해 크게 발전했다. 세간의 이목을 끄는 도핑 스캔들은 올림픽의 명성을 훼손했으며 공정한 경쟁의 장을 유지하는 데 있어 지속적인 어려움을 부각했다. 도핑과의 싸움은 올림픽 운동의 중심 초점으로 남아 있으며, 탐지, 예방 및 교육을 개선하기 위한 지속적인 노력이 이루어지고 있다.

## 역사
경기력 향상 전술, 더 나아가 스포츠 행사의 결과에 악의적으로 영향을 미치기 위한 외부 장치 사용은 고대 그리스에서 올림픽이 시작된 이래로 올림픽의 일부였다. 남자들이 벌거벗고 경쟁해야 했던 이유 중 하나는 추가 장신구 사용을 막고 여성들이 남성만을 위한 경기에 참여하지 못하게 하기 위함이었다. 선수들은 경쟁에서 우위를 점하기 위해 "마법의" 물약을 마시고 이국적인 고기를 먹는 것으로도 알려졌다. 부정행위로 적발되면 그들의 모습은 종종 돌에 새겨져 올림픽 스타디움으로 이어지는 길에 놓였다. 근대 올림픽 시대에 경기력 향상을 위한 화학 물질 사용은 정교한 과학으로 발전했지만, 근대 올림픽 운동 초기에는 경기력 향상 약물 사용이 고대 선례만큼이나 조잡했다. 예를 들어, 1904년 올림픽 마라톤 우승자인 토머스 힉스는 경기 중에도 코치로부터 스트리크닌과 브랜디를 받았다.
20세기 초, 많은 올림픽 선수들은 테스토스테론을 늘려 운동 능력을 향상하는 방법을 발견했다. 그들의 방법이 더욱 극단적으로 변하면서, 경기력 향상 약물 사용이 스포츠의 무결성에 위협이 될 뿐만 아니라 선수에게 잠재적으로 치명적인 부작용을 미칠 수 있다는 것이 점점 더 명백해졌다. 운동 약물 사용과 관련된 유일한 올림픽 사망은 1960년 로마 올림픽에서 발생했다. 사이클 도로 경기 중, 덴마크 사이클 선수 크누드 에네마르크 옌센이 자전거에서 떨어져 나중에 사망했다. 검시관의 조사 결과, 그는 암페타민의 영향을 받고 있었으며, 이는 경기 중 의식을 잃게 만들었다. 옌센의 사망은 엘리트 선수들 사이에서 약물 사용이 얼마나 만연해 있는지를 세상에 드러냈다. 1960년대 중반까지 스포츠 연맹들은 경기력 향상 약물 사용을 금지하기 시작했으며, IOC는 1967년에 이를 따랐다.
경기력 향상 약물 사용으로 양성 반응을 보인 최초의 올림픽 선수는 1968년 하계 올림픽의 스웨덴 근대5종 선수 한스군나르 릴리엔발로, 신경을 안정시키기 위해 "맥주 두 잔"을 마셨다가 동메달을 박탈당했다. 릴리엔발은 1968년 올림픽에서 금지 약물에 양성 반응을 보인 유일한 선수였지만, 기술과 검사 기법이 발전함에 따라 경기력을 화학적으로 향상한 것으로 밝혀진 선수의 수도 증가했다.

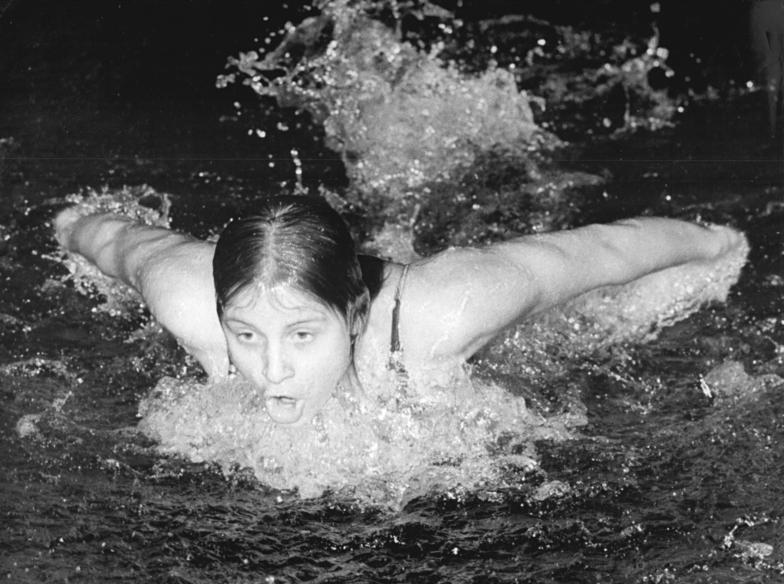
코르넬리아 엔더

운동 성과를 위한 약물 사용의 가장 체계적인 사례는 1970년대와 1980년대 동독 올림픽 팀의 사례이다. 1990년에 많은 동독 여자 선수, 특히 수영 선수들이 코치와 트레이너에 의해 단백동화 스테로이드 및 기타 약물을 투여받았다는 문서가 발견되었다. 11세 정도의 어린 소녀들도 부모의 동의 없이 약물 요법을 시작했다. 셜리 바바쇼프를 포함한 미국 여자 수영 선수들은 동독이 1976년 하계 올림픽부터 경기력 향상 약물을 사용했다고 비난했다. 바바쇼프의 발언은 국제 및 국내 언론에 의해 악의적인 비난으로 치부되었다. 왜냐하면 여러 금메달을 따낼 유력한 후보였던 바바쇼프는 세 개의 은메달을 따냈는데, 이 세 번 모두 동독의 코르넬리아 엔더나 페트라 튀머에게 패했으며, 계주에서 한 개의 금메달을 땄기 때문이다. 동독 여자 수영 선수들의 메달 수가 1972년 은메달 4개, 동메달 1개에서 1976년 금메달 10개(총 12개 중), 은메달 6개, 동메달 1개로 증가했음에도 불구하고 동독 여자 수영 선수들의 부정행위에 대한 의심은 없었다. 베를린 장벽 붕괴 이후에야 동독이 올림픽 및 기타 국제 스포츠 행사에서의 경쟁력을 극적으로 향상시키기 위해 국가 주도의 약물 요법을 시작했음을 증명하는 앞서 언급된 문서들이 발견되기 전까지는 명확한 증거가 발견되지 않았다. 이 프로그램에 책임이 있는 많은 동독 당국자들은 나중에 독일 형사 사법 시스템에서 다양한 범죄로 재판을 받고 유죄 판결을 받았다.
"1950년부터 오늘날까지 독일의 도핑"이라는 제목의 보고서에 따르면, 서독 정부가 대규모 도핑 프로그램에 자금을 지원하는 데 어떻게 도움을 주었는지 자세히 설명되어 있다. 서독은 수십 년 동안 많은 스포츠에서 도핑 문화를 조장하고 은폐했다. 서독 선수들의 도핑은 1972년 뮌헨 올림픽과 1976년 몬트리올 올림픽에서 만연했다.
영국 언론인 앤드루 제닝스에 따르면, KGB 대령은 해당 기관의 요원들이 국제 올림픽 위원회의 반도핑 당국자로 위장하여 약물 검사를 방해했으며, 소련 선수들은 "[이러한] 엄청난 노력으로 구출되었다"고 진술했다. 1980년 하계 올림픽에 대해 1989년 호주 연구는 "모스크바 올림픽의 메달리스트 중 거의 모두, 특히 금메달리스트는 한두 가지 약물이 아니라 보통 여러 종류의 약물을 복용하고 있었다. 모스크바 올림픽은 '화학자들의 올림픽'이라고 불릴 수도 있었을 것이다."라고 말했다.
2016년 입수된 문서에 따르면 소련은 로스앤젤레스에서 열릴 1984년 하계 올림픽을 앞두고 육상 분야에서 국가적인 도핑 시스템을 구축할 계획을 세웠다. 국가가 올림픽 보이콧을 결정하기 전에 작성된 이 문서는 프로그램의 기존 스테로이드 운영에 대한 자세한 내용과 추가 개선 사항에 대한 제안을 담고 있었다. 소련 육상 책임자에게 보낸 이 문서는 물리 문화 연구소의 세르게이 포르투갈로프 박사가 작성했다. 포르투갈로프는 2016년 하계 올림픽 이전에 러시아 도핑 프로그램 구현에 관련된 주요 인물 중 한 명이었다.
중국은 1980년대와 1990년대에 선수들에게 국가적으로 승인된 도핑 프로그램을 운영했다는 비난을 받았다. 2012년 7월 시드니 모닝 헤럴드 신문에 실린 인터뷰에서, 로스앤젤레스, 서울, 바르셀로나 올림픽에서 중국 올림픽 팀의 수석 의사였던 첸 장호는 약 50명의 엘리트 선수들에게 호르몬, 혈액 도핑, 스테로이드 검사를 실시했다고 말했다. 첸은 또한 미국, 소련, 프랑스가 중국과 동시에 경기력 향상 약물을 사용했다고 비난했다.
올림픽에서 매우 공개적으로 논란이 된 스테로이드 관련 실격 사례는 캐나다 육상 선수 벤 존슨의 경우였다. 그는 1988년 서울 올림픽에서 남자 100m에서 우승했지만, 스타노졸롤 양성 반응을 보였다. 그의 금메달은 이후 박탈되어 2위였던 칼 루이스에게 수여되었다. 칼 루이스는 미국 올림픽 선발전에서 각성제 양성 반응을 보였었다. 루이스가 기록한 최고 각성제 수치는 6ppm이었는데, 이는 1988년에는 양성 검사로 간주되었지만 지금은 음성 검사로 간주된다. 허용 수치는 이후 에페드린은 10ppm으로, 다른 물질은 25ppm으로 상향 조정되었다. 당시 IOC 규정에 따르면, 10ppm 미만의 양성 반응은 추가 조사의 원인이었지만 즉시 금지되는 것은 아니었다. 에페드린 및 기타 각성제 전문가인 UC 샌프란시스코 의과대학 교수 닐 베노비츠는 "이러한 [수치]는 감기약이나 알레르기 약을 복용하는 사람에게서 볼 수 있는 수치이며 경기력에 영향을 미칠 가능성은 낮다"고 동의했다. IAAF는 1988년 올림픽 선발전에서 USOC가 저농도의 에페드린 및 에페드린 관련 화합물에 대한 양성 결과를 처리하는 데 있어 올바른 절차를 따랐음을 인정했다.

## 반응
1990년대 후반, IOC는 도핑과의 더욱 조직적인 싸움에 주도권을 잡았고, 이는 1999년 세계반도핑기구(WADA)의 창설로 이어졌다. 2000년 하계 올림픽과 2002년 동계 올림픽은 올림픽에서 경기력 향상 약물을 퇴치하려는 노력이 끝나지 않았음을 보여주었다. 역도와 크로스컨트리 스키에서 여러 메달리스트가 약물 검사에 실패하여 실격 처리되었기 때문이다. 2006년 동계 올림픽 동안 단 한 명의 선수만이 약물 검사에 실패하여 메달을 박탈당했다. IOC가 제정한 약물 검사 규정(현재는 "올림픽 표준"으로 알려져 있음)은 다른 스포츠 연맹들이 모방하려는 전 세계적인 기준을 설정했다. 베이징 올림픽 기간 동안 IOC는 세계반도핑기구의 후원 아래 3,667명의 선수를 검사했다. 금지 물질과 최근 수혈을 탐지하기 위한 협력적인 노력으로 소변 및 혈액 검사가 모두 사용되었다. 여러 선수가 올림픽 이전에 국가 올림픽 위원회에 의해 출전이 금지되었지만, 베이징 경기 중 6명의 선수가 약물 검사에 실패했다.

## 하계 올림픽
다음은 올림픽에 참가하는 동안 또는 그 이후에 금지 물질 양성 반응을 보인 모든 선수의 목록이다. 명시된 모든 메달은 국제 올림픽 위원회(IOC)에 의해 박탈되었다. 1967년 IOC는 경기력 향상 약물 사용을 금지하고 의료 위원회를 설립하며 금지 물질 목록을 만들었다. 이듬해 올림픽부터 의무적인 검사가 시작되었다. 몇몇 경우에 IOC는 선수들의 메달을 박탈했던 이전 결정을 뒤집었다.